# 배명호
배명호(1963년 3월 22일 ~ )은 대한민국의 전 축구 선수 및 현 지도자로 현재 홍콩 프리미어리그의 킷치 SC 피지컬 코치로 재직 중이다.

## 지도자 경력
1991년부터 지도자 커리어를 시작한 뒤 독일 축구 협회가 공인하는 지도자 라이센스 과정을 수료했고 이후 K리그 전북 현대 모터스, 부산 아이파크, 포항 스틸러스, 울산 현대, 강원 FC 등의 코치로 활동하며 포항의 2001년 FA컵 준우승, 울산의 2006년 AFC 챔피언스리그 4강 진출을 이끌었다.
그리고 2011년부터는 한국인으로는 최초로 태국 리그 1의 TTM 치앙마이, 라용 FC, 줌빠스리 유나이티드 사령탑을 역임했고 그 후 2017년부터 2018년까지 베트남 A대표팀과 베트남 U-23 대표팀의 피지컬 코치로 박항서 감독을 보좌하며 2018년 AFC U-23 챔피언십 준우승, 2018년 아시안 게임 4강, 2018년 AFF 챔피언십 우승 등의 업적을 이뤄냈다.
이후 베트남 대표팀 피지컬 코치직을 내려놓은 뒤 2019년 말레이시아의 독립 구단인 FC 아브닐의 초대 사령탑을 역임하다가 같은 해 7월 홍콩 프리미어리그의 강호 킷치 SC 피지컬 총괄 수석 코치 겸 U-18 유스팀 총감독으로 전격 부임했다.